# Francisco Agullo
Francisco Agullo (nascido em San Juan, Porto Rico, a 14 de março de 1976) é um cirurgião plástico, médico, professor e Celebridade da internet porto-riquenho. É professor adjunto na Texas Tech University em El Paso, e na Paul L. Foster School of Medicine. É membro da Sociedade Americana de Cirurgiões Plásticos e da Sociedade Americana de Cirurgiões Plásticos.

## Biografia

### Educação
Em 2001, 2007 e 2009, Agullo formou-se como médico, cirurgião geral e cirurgião plástico na Universidade Anáhuac, no Centro de Ciências da Saúde da Universidade Texas Tech e na Clínica Mayo.

### Carreira
Desde 2009, Agulló é professor associado de cirurgia plástica na Texas Tech University, em El Paso,Texas. É fundador e presidente do Southwest Texas Plastic Surgery Center. Foi fundador e presidente da Associação Mundial de Cirurgiões de Nádegas. Agullo foi certificado pelo American Board of Plastic Surgery e pelo American Board of Surgery.
É membro fundador do Dr. Miami Squad, em colaboração com o cirurgião Dr. Em 2017 realizou cirurgias plásticas à personalidade inglesa da internet, Oli London. Em 2017, Agullo, em colaboração com a Smile Network International, participou em múltiplas cirurgias corretivas em crianças com fenda labiopalatina em Puebla, Honduras e Peru. Foi pioneiro na adoção das redes sociais em cirurgia plástica.

## Prêmios
- Aesthetic Everything: Top Plastic Surgeon of The Decade[8]
- 2011-2024 Castle Connolly Top Doctor[9]
- 2012 Super Doctors: Rising Star[10]